# Khushbir Kaur
Khushbir Kaur (ur. 9 lipca 1993) – indyjska lekkoatletka, chodziarka.
Srebrna medalistka igrzysk azjatyckich w Incheon (2014).

## Osiągnięcia
| Rok  | Impreza                                | Miejsce        | Konkurencja   | Lokata      | Wynik   |
| ---- | -------------------------------------- | -------------- | ------------- | ----------- | ------- |
| 2012 | Mistrzostwa Azji w chodzie             | Nomi           | chód na 20 km | 5. miejsce  | 1:44:30 |
| 2013 | Mistrzostwa świata                     | Moskwa         | chód na 20 km | 38. miejsce | 1:34:28 |
| 2014 | Puchar świata w chodzie                | Taicang        | chód na 20 km | 35. miejsce | 1:31:40 |
| 2014 | Igrzyska azjatyckie                    | Incheon        | chód na 20 km | 2. miejsce  | 1:33:07 |
| 2015 | Mistrzostwa świata                     | Pekin          | chód na 20 km | 37. miejsce | 1:38:53 |
| 2016 | Drużynowe mistrzostwa świata w chodzie | Rzym           | chód na 20 km | –           | DNF     |
| 2016 | Igrzyska olimpijskie                   | Rio de Janeiro | chód na 20 km | 54. miejsce | 1:40:33 |
| 2017 | Mistrzostwa świata                     | Londyn         | chód na 20 km | 42. miejsce | 1:36:41 |

Złota medalistka mistrzostw Indii (2011).

## Rekordy życiowe
- Chód na 20 kilometrów – 1:31:40 (2014) rekord Indii

W roku 2017 została laureatem nagrody Arjuna Award.